# 足底筋膜炎
足底筋膜炎（そくていきんまくえん）または足底腱膜炎（そくていけんまくえん）とは、足の指の付け根からかかとまで、足の裏に膜のように張っている腱組織・足底筋膜（足底腱膜とも。以降、足底筋膜に表記統一する）に炎症が起き、小さな断裂を起こして痛みをもたらす病気。多くはかかとの骨の前あたりに痛みが起こる。主に40～50歳代以上で発症するが、若い世代でもスポーツ選手などに多い。

## 原因
足の裏には、足底筋膜と呼ばれる、膜のように薄く幅広い腱が、踵の骨から足指の付け根まで張っている。足の甲の骨は、弓状（アーチ）になって体重を支えているが、アーチを弓の弦のようにピンと張って支えているのが、足底筋膜である。丈夫な足底筋膜も、歩行やランニング、ジャンプで使いすぎたり四十歳代以降になると、古いゴム管のようにひびが入り、炎症を起こす。それが痛みの原因となる。長引くと、足底筋膜の付け根にあるかかとの骨が、とげのように大きくなり、痛みが増すこともある。ランニングなどの過使用による緊張以外には、へん平足、老化によるアーチの低下なども原因となる。長距離走をはじめとしたスポーツのほか、長時間の立ち仕事をする人も発症することがある。厚底靴の使用でも生じる場合があると報道された。予防には、必要以上に足底筋膜に負担をかけないように、クッション性が高い靴底で、かかとがしっかりしていて、足にフィットする靴を選ぶ。

## 診断
朝起きての数歩がとても痛いがそのうち軽くなってしまう、長い間座り急に歩き出すと痛む、踵の骨の前方内側を押すととても痛いところがある、などが足底筋膜炎の特徴であり、比較的容易に診断がつく。レントゲンで骨の突起(骨棘:こつきょく)が認められることもあるが、痛みの原因とは限らない。

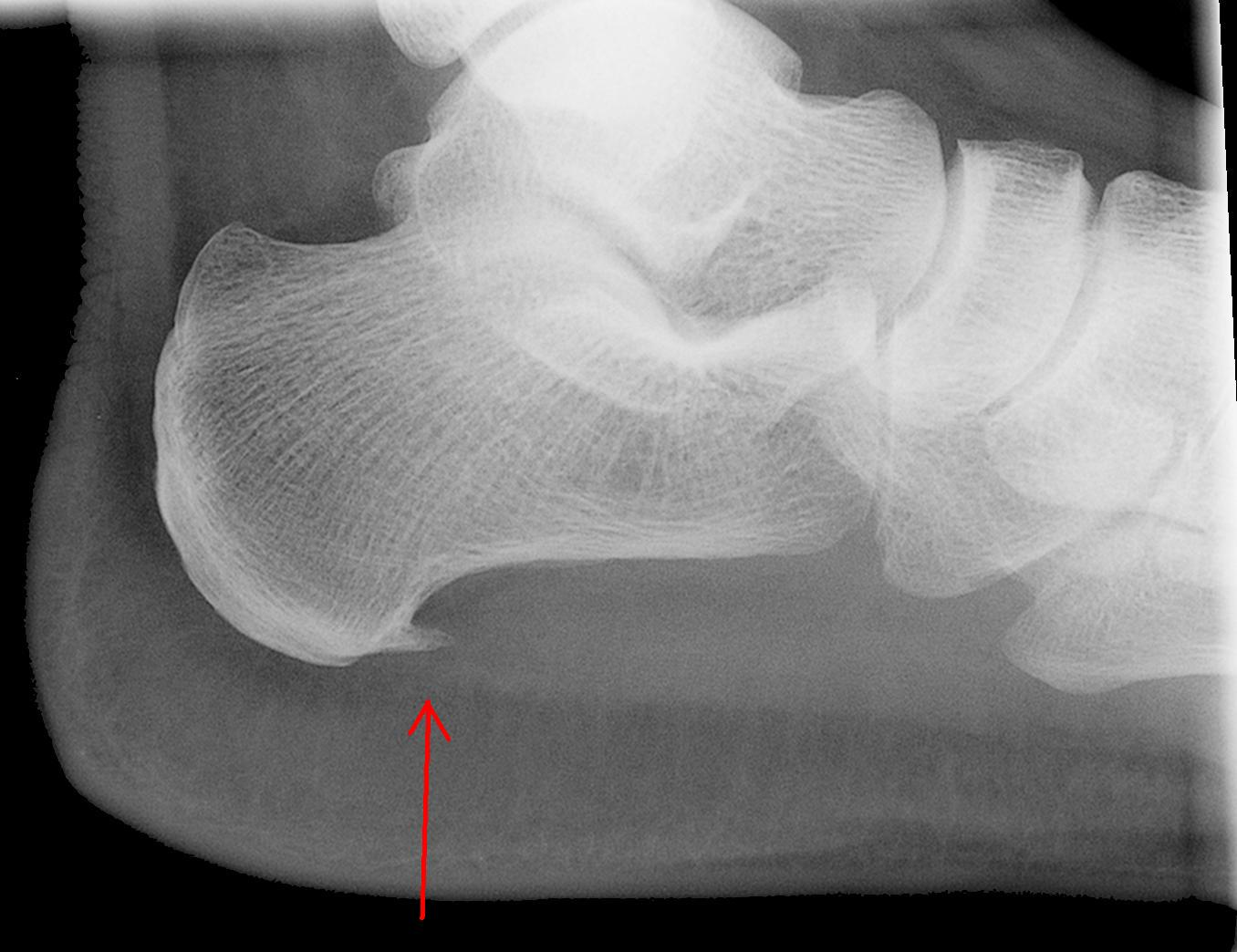
足底筋膜炎を起こした踵の骨

四十歳以前の人、かかとの骨より前の部分が痛む人、朝より夕方に痛む人、歩くほど痛みの強くなる人は、別の病気の可能性がある。

## 治療
ほぼ9割の人は1ヶ月から3年以内に自然治癒する。足のストレッチ をしながら、刺激を避けて自然治癒を待つのが基本。スポーツが原因であれば練習量を減らす。非ステロイド系抗炎症剤の湿布薬や塗り薬、踵のクッション材、足のアーチを補助する足底板を使用する。痛みが強くなると局所麻酔剤の注入や、消炎鎮痛剤を内服するが、生活に支障をきたすほど痛みが強くなると内視鏡下で足底腱膜を切り離す外科手術をする。外科手術する患者は潜在患者約50万人の1 %だといわれているが、マラソン選手など特殊な条件以外は、手術は行わず、その効果には賛否両論がある。

### 体外衝撃波疼痛治療
2008年、厚生労働省は鎮痛剤などによる保存療法を半年以上行っても効果がない難治性足底筋膜炎の治療機器として、独「ドルニエ　メドテック　システムズ」社製の体外衝撃波疼痛治療装置「ドルニエエイポスウルトラ」を承認した。同装置の原理は、同社がトップシェアをもつ尿路結石を除去する衝撃波結石破砕装置と同じで、衝撃波を患部に集中的に照射する。まず、治療部位に超音波ゲルを塗布し、足底に超音波トランスデューサをあて、衝撃波の集束点が治療部位にくるよう位置決めをする。発生した衝撃波を音響レンズで1点に集め、治療ヘッドを足の側面にあて照射する。泌尿器のように石を割る必要がないので、結石破砕装置よりも低出力である。衝撃波が痛みを取る仕組みについてはさまざまな説があり、痛みを感じ取る自由神経終末を変性させたり、痛みを伝える物質などを減少させたり、衝撃波の照射で新しい血管が誘導されたりすることによって、治癒が促されると考えられている。

治療の最初には痛みがあるがすぐに慣れるため麻酔はしない。治療効果が出るには最低でも2、3日かかる。1回で良くなる場合もあるが、何回か治療を要する場合もある。スポーツ選手の場合、入院・リハビリ期間が半年かかる外科手術は、1シーズンを棒に振ることになるだけでなく、最悪の場合選手生命が終わる可能性もあるのに対して、同装置を用いれば腱を切断することなく、外来で数十分の治療で済む。また、衝撃波による治療は薬剤を使わないので、スポーツ選手にはドーピングの心配がない。2012年4月より条件付きで健康保険の適用となった。
2010年に新札幌整形外科病院（北海道札幌市厚別区）に、2011年に宮崎大学医学部附属病院（宮崎県宮崎市）に、それぞれ導入された。欧米では200台以上、導入されており、足底だけでなく肩、肘にも適用されている。欧米の臨床研究では、難治性足底筋膜炎を含む全患者の5~8割で痛みがなくなる、ないし緩和されるなどの効果が報告されており、日がたつほど痛みが和らぐ傾向が認められたという。

## 罹患した有名人
- 有森裕子―マラソン選手。1992年バルセロナオリンピックと1996年アトランタオリンピックのはざまの1994年に、選手生命を懸けて手術を受け[10]、1995年の北海道マラソンでは復活優勝を遂げた[11]。
- 大平美樹―マラソン選手。2006年、両足足底筋膜炎のため大阪国際女子マラソンを欠場[12]。
- 加納由理―マラソン選手。2008年、左足足底筋膜炎を起こして大阪国際女子マラソンを途中棄権[13]。
- ブルーノ・エベルトン・クアドロス―ブラジル出身のプロサッカー選手。FC東京のディフェンダー。2008年、違和感のあった左足の診察を受けた結果、足底筋膜炎で全治2~3週間と診断された[14]。
- クォン・ウンジュ―韓国のマラソン選手。1997年、韓国新記録を樹立したが、その後、厳しい訓練の後遺症で、足底筋膜炎など相次ぐ負傷に苦しんだ[15]。
- 近藤共弘―プロゴルファー。2008年に両かかとに足底筋膜炎を患い、痛みは3年以上続いているという[16][17]。
- 下里和義―マラソン選手。日産自動車入社2年目の全日本実業団ハーフで優勝したが、その後はスピード強化に努めようと練習内容を激しくしたため、足底筋膜炎に悩まされることになった[18]。
- 趙晟桓―韓国出身のプロサッカー選手。コンサドーレ札幌のディフェンダー。2010年、左足足底筋膜炎が再発したため、プレシーズンマッチ選出場が微妙となった[19]。
- 芳賀博信―プロサッカー選手。コンサドーレ札幌のミッドフィールダー。2010年、左足足底筋膜炎のため別メニュー調整となった[20]。
- 浜口京子―女子レスリング選手。2014年、追い込んだ良い練習をしていたところ、右足かかと付近に痛みが出て、全日本選抜選手権大会を欠場。
- 深堀圭一郎―プロゴルファー。左足人さし指付け根の足底筋膜炎が悪化し、2009年9月以降の全試合を欠場することになった[21]。
- アルバート・プホルス―プロ野球選手。ロサンゼルス・エンゼルス・オブ・アナハイムに移籍後の2012年シーズン以降下半身の故障が相次ぎ、2013年シーズン中に左足、2015・16年には右足と3度足底筋膜炎の手術を受けている。この影響で1度目の手術以前は3度シーズン2桁盗塁を記録するなど決して鈍足ではなかったものの、手術以降は統計上、メジャー全選手中最低レベルの走力となっている。
- ジョーダン・ヘンダーソン―プロサッカー選手。イングランド代表、リヴァプールの所属選手であり、キャプテン。持病。[22]。
- 松岡理恵―マラソン選手。2005年、左足足底筋膜炎のために大阪国際女子マラソンを欠場[23]。
- 和田毅―プロ野球選手。福岡ソフトバンクホークスの投手。2009年、ハードなトレーニングで足底筋膜炎を患った[24]。
- 渡邊ゆかり―自転車選手。元スピードスケート選手。スケート時代の足底筋膜炎は地面に足をつけられないほどの痛みだったという[25]。